# Маттис, Гельмут Яковлевич
Гельмут Яковлевич Маттис (28.09.1928-31.03.2004) — российский учёный в области агролесомелиорации, член-корреспондент РАСХН (1991).

## Биография
Родился в с. Надеждино Кошкинского района Куйбышевской области. Окончил Куйбышевский СХИ (1951) и аспирантуру ВНИИ агролесомелиорации (1958).
В 1958—1962 директор Шахматовского опытно-производственного лесопитомника.
С 1962 г. во ВНИИ агролесомелиорации: старший научный сотрудник, зав. отделом биологии (1978—2004), одновременно в 1978—1997 зам. директора института по науке.
Доктор сельскохозяйственных наук (1980), профессор (1982), член-корреспондент ВАСХНИЛ (26.031991).
Заслуженный лесовод РСФСР (1983). Награждён серебряными медалями ВДНХ.
Публикации:
- Рекомендации по применению гербицидов в полезащитных лесных полосах юго-востока Европейской части СССР. — М.: Сельхозиздат, 1963. — 21 с.
- Интенсификация выращивания посадочного материала для защитного лесоразведения. — М.: Лесн. пром-сть, 1976. — 144 с.
- Семеноводство древесных пород для степного лесоразведения / соавт.: С. Н. Крючков, Б. А. Мухаев; ВАСХНИЛ. — М.: Агропромиздат, 1986. — 213 с.
- Ведение лесного хозяйства в поймах юго-востока Европейской территории страны. — Волгоград: Универсал, 1991. — 54 с.
- Концептуально-программные аспекты развития агролесомелиорации в России / соавт.: Е. С. Павловский, Н. Г. Петров. — М., 1995. — 70 с.
- Англо-русский экологический словарь: около 35500 терминов / соавт.: Г. Н. Акжигитов и др.; под общ. ред. Г. Н. Акжигитова. — М.: Рус. язык, 2000. — 603 с.
- Агролесомелиоративная наука в XX веке / соавт.: А. Н. Каштанов и др. — Волгоград, 2001. — 365 с.
- Лесоразведение в засушливых условиях / соавт. С. Н. Крючков. — Волгоград, 2003. — 291 с. — То же. — 2-е изд., доп. и испр.- 2014. — 299 с.